# بيرند هاينمان
بيرند راينهولد جيرهارد هينيمان (بالألمانية: Bernd Heynemann)‏ ، من مواليد 22 يناير 1954 في ماغدبورغ، وهو حكم كرة قدم ألماني دولي سابق، وهو الآن سياسي.
وقد حكم في كأس الأمم الأوروبية لكرة القدم 1996.

## روابط خارجية
- بيرند هاينمان على موقع Soccerway.com (الإنجليزية)